# Василашки чукар
Василашкият чукар е гранитен връх в Пирин, разположен на страничното Тодорино било. Той е първият връх след отделянето на това било от съседния връх Възела и се намира на юг от Тодорин връх, от който билото носи името си. Между него и кота 2712 м на Тодорин връх се намира седловината Премката (неправилно наричана Тодорина порта), през която минава пътеката от хижа Вихрен до хижа Демяница. От Бъндеришките езера изглежда незначителен, но от страната на Василашките езера е внушителен и красив. От тази страна е опасан от шеметни стени, които много добре го оформят като връх. По тях има прекаран катерачески тур от категория IV. Въпреки че не е от най-високите в планината (2615 м), Василашкият чукар е трудно достижим, тъй като с Възела и Тодорина порта го свързват тесни ръбове, обрасли с клек. Името му е свързано с легенда, според която Васил (Василаки) бил любимият на личната мома Тодорка. Когато турците го застигнали на върха и го убили, Тодорка плакала толкова много, че се образували езерата Тодорини очи.